# Paulo Coelho
Paulo Coelho de Souza (wym. [ˈpawlu koˈeʎu]; ur. 24 sierpnia 1947 w Rio de Janeiro) – brazylijski pisarz i poeta.

## Życiorys
Jego ojciec, Pedro, był inżynierem, a matka – Ligia, zajmowała się domem. W wieku siedmiu lat Paulo rozpoczął naukę w szkole Jezuitów San Ignacio w Rio de Janeiro. Paulo nie przepadał za religijnymi tradycjami szkoły, jednak to w niej odkrył swoje prawdziwe powołanie – pisarstwo.
Swoją pierwszą nagrodę literacką otrzymał w szkolnym konkursie poetyckim.
Rodzice chcieli, by syn został inżynierem, jednak Paulo nie zamierzał się temu podporządkować. Ojciec wziął buntownicze zachowanie syna za objaw choroby psychicznej i trzy razy oddał go do kliniki psychiatrycznej (1966, 1967 i 1968 roku). Jak sam twierdzi: „Czasami miłość rodziców objawia się w zły sposób. Jednak nigdy nie winiłem moich rodziców za te pobyty, bo były one spowodowane ich nadmierną troską o mnie”.
Wkrótce potem Paulo związał się z grupą teatralną i rozpoczął pracę jako dziennikarz. W tamtych czasach w Brazylii grupy teatralne były postrzegane jako źródło niemoralności. Zaniepokojeni rodzice po raz czwarty zdecydowali się umieścić syna w klinice psychiatrycznej. Po opuszczeniu szpitala Paulo był jeszcze bardziej zamknięty w swoim artystycznym świecie. Rodzice poprosili o kolejną konsultację. Lekarz powiedział, że Paulo nie cierpi na żadną chorobę psychiczną i nie powinien przebywać w szpitalu psychiatrycznym, musi się po prostu nauczyć stawiać czoła życiu.
Po tym okresie, Paulo wrócił do swoich studiów i wydawało się, że ostatecznie podąży drogą, obraną dla niego przez rodziców. Jednak niedługo potem rzucił studia i powrócił do teatru. Działo się to w latach 60. i ruch hippisowski królował na światowej scenie. Te nowe trendy pojawiły się również w Brazylii, rządzonej w tamtym czasie przez represyjny reżim wojskowy. Paulo nosił długie włosy i postawił sobie za punkt honoru, że nigdy nie będzie nosił dowodu osobistego; przez pewien czas brał narkotyki, chcąc doświadczyć życia hippisowskiego w pełni.
Mniej więcej w tym czasie, muzyk i kompozytor, Raul Seixas zaprosił Paula do napisania słów do paru jego piosenek. Ich druga płyta była ogromnym sukcesem i sprzedała się w ponad 500 000 egzemplarzy. To były pierwsze duże pieniądze dla przyszłego sławnego pisarza. Współpraca z Raulem trwała aż do 1976 roku. Coelho napisał ponad 60 piosenek i razem z Raulem Seixasem zmienił brazylijską scenę rockową.
W 1973 roku Paulo i Raul zostali członkami Stowarzyszenia Alternatywnego, organizacji, która sprzeciwiała się ideologii kapitalistycznej, broniła praw jednostki oraz uprawiała czarną magię. Po latach pisarz opisał to doświadczenie w Walkiriach (1992).
Podczas tego okresu rozpoczęli publikację „Kring-ha” – serii komicznych ulotek, nawołujących o więcej wolności. Dyktatura uznała je za wywrotowe, w związku z czym Paulo i Raul zostali osadzeni w więzieniu. Raula szybko zwolniono, jednak Paulo Coelho został zatrzymany na dłuższy okres, sądzono bowiem, iż był on mózgiem całej operacji drukowania ulotek.
Dwa dni po opuszczeniu więzienia Paulo został ponownie zatrzymany i przewieziony do wojskowego ośrodka tortur, gdzie był przetrzymywany przez kilka dni. Najprawdopodobniej uniknął śmierci dlatego, iż oświadczył, że jest umysłowo chory i że przebywał już kilka razy w klinice psychiatrycznej. Ostatecznie został wypuszczony.
Te doświadczenia głęboko wpłynęły na Paula Coelho. Zdecydował on, iż ma już dość „doświadczania życia” i chce po prostu żyć normalnie. Znalazł pracę w wytwórni płytowej PolyGram, gdzie poznał swoją przyszłą żonę.
W 1977 przeprowadził się z nią do Londynu. Paulo kupił maszynę do pisania i zaczął pisać, początkowo bez sukcesów. W kolejnym roku powrócił do Brazylii, gdzie pracował w kolejnej wytwórni płytowej – CBS. Trwało to tylko trzy miesiące. Po tym czasie Paulo pozostawił pracę i żonę.
W 1979 roku spotkał swoją starą znajomą – Cristinę Oiticica, którą później poślubił i z którą jest do dzisiaj. Mieszka we Francji.
W 2014 roku nakręcono film „Paulo Coelho. Niesamowita historia” opowiadający o życiu Coelho zanim napisał swoją pierwszą książkę. Film wszedł na ekrany w Polsce w grudniu 2016 roku.

## Krytyka
Styl Paula Coelho opisywany jest jako zbyt prosty i bezpośredni, zwraca się także uwagę na zapożyczenia z dzieł innych autorów – na przykład zakończenie Alchemika zostało zaczerpnięte z opowiadania Nachmana z Bracławia Skarb pod mostem.
W marcu 2022 roku pisarz stwierdził na Twitterze, że „Kryzys na Ukrainie jest wygodną wymówką dla rusofobii”. Słowa te zostały odebrane jako wyraz poparcia dla wojny na Ukrainie wywołanej przez Federację Rosyjską. W reakcji na tego tweeta, niektóre sieci zaczęły wycofywać książki Coelho z dystrybucji. 

## Odznaczenia i nagrody
- Nagroda Czytelniczek „Elle” (Francja, 1995)
- Kawaler Orderu Sztuki i Literatury (Francja, 1996)
- Flaiano International Award (Włochy 1996)
- Super Grinzane Cavour Book Award (Włochy 1996)
- Złota książka (Jugosławia, 1995, 1996, 1997, 1998)
- International IMPAC Literary Award (Irlandia 1997)
- Komandor Orderu Rio Branco (Brazylia, 1998)
- Crystal Award (1999)
- Złoty Medal Galicji (Hiszpania, 1999)
- Kawaler Orderu Legii Honorowej (Francja 2000)
- Kryształowe Zwierciadło (Polska 2000)
- Nagroda Bambi (Niemcy, 2001)[1][5]
- Oficer Orderu Sztuki i Literatury (Francja, 2003)

## Dzieła
| Rok  | Tytuł portugalski                          | Tytuł polski                                     |
| ---- | ------------------------------------------ | ------------------------------------------------ |
| 1982 | Arquivos do Inferno                        |                                                  |
| 1986 | O Manual Prático do Vampirismo             |                                                  |
| 1987 | O Diário de um Mago                        | Pielgrzym 2003                                   |
| 1988 | O Alquimista                               | Alchemik, 1995                                   |
| 1990 | Brida                                      | Brida, 2008                                      |
| 1991 | O Dom Supremo                              | Największy dar, 2009                             |
| 1992 | As Valkírias                               | Walkirie, 2010                                   |
| 1992 | O Diário de um Magus                       |                                                  |
| 1994 | Maktub                                     |                                                  |
| 1994 | Na margem do rio Piedra eu sentei e chorei | Na brzegu rzeki Piedry usiadłam i płakałam, 2007 |
| 1996 | O Monte Cinco                              | Piąta góra, 1998                                 |
| 1997 | Letras do amor de um prophet               | Listy miłosne proroka                            |
| 1997 | Manual do guerreiro da luz                 | Podręcznik wojownika światła, 2000               |
| 1998 | Veronika decide morrer                     | Weronika postanawia umrzeć, 2000                 |
| 1998 | Palavras essenciais                        |                                                  |
| 2000 | O Demônio e a srta Prym                    | Demon i panna Prym, 2002                         |
| 2001 | Histórias para pais, filhos e netos        |                                                  |
| 2003 | Onze Minutos                               | Jedenaście minut                                 |
| 2004 | O Gênio e as Rosas                         |                                                  |
| 2004 | E no sétimo dia                            |                                                  |
| 2005 | O Zahir                                    | Zahir                                            |
| 2005 | Caminhos Recolhidos                        |                                                  |
| 2006 | Ser como o rio que flui...                 | Być jak płynąca rzeka                            |
| 2006 | A bruxa de Portobello                      | Czarownica z Portobello                          |
| 2007 | Vida: Citações selecionadas                | Życie. Myśli zebrane                             |
| 2008 | O Vencedor está Só                         | Zwycięzca jest sam, 2009                         |
| 2010 | O Aleph                                    | Alef, 2011                                       |
| 2012 | Manuscrito Encontrado em Accra             | Rękopis znaleziony w Akce                        |
| 2014 | Adultério                                  | Zdrada                                           |
| 2016 | A Espiã                                    | Szpieg                                           |
| 2018 | Hippie                                     | Hipis                                            |
| 2023 | O Arqueiro                                 |                                                  |